# دکیتر (آلاباما)
دکیتر (به انگلیسی: Decatur) شهری در شهرستان مورگان ایالت آلاباما است که مساحت آن ۱۵۶٫۶۱ کیلومتر مربع است و در سرشماری سال ۲۰۱۰ میلادی، ۵۵٬۶۸۳ نفر جمعیت داشته و تراکم جمعیتی آن، ۳۵۵٫۵۵ نفر در هر کیلومتر مربع بوده است.